# Jiří Vlček
Jiří Vlček (ur. 27 maja 1978 w Mladej Boleslavi w Czechach) – włoski wioślarz, reprezentant Włoch w wioślarskiej czwórce bez sternika wagi lekkiej podczas Letnich Igrzysk Olimpijskich w Pekinie.

## Osiągnięcia
- Mistrzostwa świata – Gifu 2005 – ósemka ze sternikiem wagi lekkiej – 1. miejsce.
- Mistrzostwa świata – Eton 2006 – ósemka ze sternikiem wagi lekkiej – 1. miejsce.
- Mistrzostwa świata – Monachium 2007 – czwórka bez sternika wagi lekkiej – 3. miejsce.
- Mistrzostwa Europy – Poznań 2007 – czwórka bez sternika wagi lekkiej – 1. miejsce.
- Igrzyska olimpijskie – Pekin 2008 – czwórka bez sternika wagi lekkiej – 7. miejsce[1].
- Mistrzostwa świata – Poznań 2009 – ósemka wagi lekkiej – 1. miejsce.
- Mistrzostwa Europy – Montemor-o-Velho 2010 – czwórka bez sternika wagi lekkiej – 4. miejsce.
- Mistrzostwa świata – Bled 2011 – ósemka ze sternikiem wagi lekkiej – 2. miejsce
- Mistrzostwa świata – Amsterdam 2014 – ósemka ze sternikiem wagi lekkiej – 2. miejsce